# ذا فيليج
ذا فيليج (بالإنجليزية: The Village, Oklahoma)‏ هي مدينة تقع بولاية أوكلاهوما في الولايات المتحدة. تبلغ مساحة هذه المدينة 6.6 (كم²)، وترتفع عن سطح البحر 372 م، بلغ عدد سكانها 10157 نسمة في عام 2010 حسب إحصاء مكتب تعداد الولايات المتحدة.

## التركيبة السكانية
حدّد مكتب تعداد الولايات المتحدة بيانات التركيبة السكانية لذا فيليج في تعداد الولايات المتحدة. في ما يلي، التركيبة السكانية حسب تعدادي 2000 و2010.

### تعداد عام 2000
بلغ عدد سكان ذا فيليج 10,157 نسمة بحسب تعداد عام 2000، وبلغ عدد الأسر 4,778 أسرة وعدد العائلات 2,723 عائلة مقيمة في القرية. في حين سجلت الكثافة السكانية 1,534.3 نسمة لكل كيلومتر مربع (3,973.8/ميل2). وبلغ عدد الوحدات السكنية 4,997 وحدة بمتوسط كثافة قدره 754.8 لكل كيلومتر مربع (1,954.9/ميل2).
وتوزع التركيب العرقي للقرية بنسبة 80.19% من البيض و10.47% من الأمريكيين الأفارقة و2.54% من الأمريكيين الأصليين و1.91% من الأمريكيين ذوي الأصول الآسيوية و0.03% من سكان جزر المحيط الهادئ و1.13% من الأعراق الأخرى و3.73% من عرقين مختلطين أو أكثر و3.77% من الهسبانيون أو اللاتينيون من أي عرق.
بلغ عدد الأسر 4,778 أسرة كانت نسبة 26.2% منها لديها أطفال تحت سن الثامنة عشر تعيش معهم، وبلغت نسبة الأزواج القاطنين مع بعضهم البعض 42.8% من أصل المجموع الكلي للأسر، ونسبة 10.9% من الأسر كان لديها معيلات من الإناث دون وجود شريك،  بينما كانت نسبة 3.2% من الأسر لديها معيلون من الذكور دون وجود شريكة وكانت نسبة 43% من غير العائلات. تألفت نسبة 35.2% من أصل جميع الأسر من عدة أفراد يعيشون في نفس المنزل ونسبة 12.1% كانت تتألف من شخص يعيش بمفرده يبلغ من العمر 65 عاماً أو أكثر. وبلغ متوسط حجم الأسرة المعيشية 2.12، أما متوسط حجم العائلات فبلغ 2.76.
بلغ العمر الوسطي للسكان 34.8 عاماً. وكانت نسبة 20.2% من القاطنين تحت سن الثامنة عشر، وكانت نسبة 10.2% بين الثامنة عشر والرابعة والعشرين عاماً، ونسبة 34.4% كانت واقعةً في الفئة العمرية ما بين الخامسة والعشرين والرابعة والأربعين عاماً، ونسبة 18.9% كانت ما بين الخامسة والأربعين والرابعة والستين، ونسبة 16.3% كانت ضمن فئة الخامسة والستين عاماً فما فوق. يوجد لكل 100 أنثى 86.8 ذكر، ويوجد لكل 100 أنثى في الثامنة عشر من عمرها فما فوق 84.2 ذكر.
بلغ متوسط دخل الأسرة في القرية 37,559 دولارًا، أما متوسط دخل العائلة فبلغ 44,632 دولارًا. وكان متوسط دخل الذكور 32,204 دولارًا مقابل 24,896 دولارًا للإناث. وسجل دخل الفرد الخاص بالقرية 20,444 دولارًا. وكانت نسبة 7.2% من العائلات ونسبة 10.1% من السكان تحت خط الفقر، وكان من هؤلاء نسبة 13.7% تحت سن الثامنة عشر ونسبة 7.9% في الخامسة والستين من العمر وما فوق.

### تعداد عام 2010
بلغ عدد سكان ذا فيليج 8,929 نسمة بحسب تعداد عام 2010، وبلغ عدد الأسر 4,366 أسرة وعدد العائلات 2,229 عائلة مقيمة في القرية. في حين سجلت الكثافة السكانية 1,348.8 نسمة لكل كيلومتر مربع (3,493.4/ميل2). وبلغ عدد الوحدات السكنية 4,661 وحدة بمتوسط كثافة قدره 704.1 لكل كيلومتر مربع (1,823.6/ميل2).
وتوزع التركيب العرقي للقرية بنسبة 79.52% من البيض و8.39% من الأمريكيين الأفارقة و3.09% من الأمريكيين الأصليين و1.83% من الأمريكيين ذوي الأصول الآسيوية و0.08% من سكان جزر المحيط الهادئ و2.22% من الأعراق الأخرى و4.88% من عرقين مختلطين أو أكثر و6.13% من الهسبانيون أو اللاتينيون من أي عرق.
بلغ عدد الأسر 4,366 أسرة كانت نسبة 22.6% منها لديها أطفال تحت سن الثامنة عشر تعيش معهم، وبلغت نسبة الأزواج القاطنين مع بعضهم البعض 36.2% من أصل المجموع الكلي للأسر، ونسبة 10.9% من الأسر كان لديها معيلات من الإناث دون وجود شريك،  بينما كانت نسبة 4% من الأسر لديها معيلون من الذكور دون وجود شريكة وكانت نسبة 48.9% من غير العائلات. تألفت نسبة 39.5% من أصل جميع الأسر من عدة أفراد يعيشون في نفس المنزل ونسبة 12.5% كانت تتألف من شخص يعيش بمفرده يبلغ من العمر 65 عاماً أو أكثر. وبلغ متوسط حجم الأسرة المعيشية 2.04، أما متوسط حجم العائلات فبلغ 2.75.
بلغ العمر الوسطي للسكان 34.9 عاماً. وكانت نسبة 18.8% من القاطنين تحت سن الثامنة عشر، وكانت نسبة 7.8% بين الثامنة عشر والرابعة والعشرين عاماً، ونسبة 35.1% كانت واقعةً في الفئة العمرية ما بين الخامسة والعشرين والرابعة والأربعين عاماً، ونسبة 23% كانت ما بين الخامسة والأربعين والرابعة والستين، ونسبة 15.3% كانت ضمن فئة الخامسة والستين عاماً فما فوق. وتوزع التركيب الجنسي للسكان بنسبة 46.9% ذكور و53.1% إناث.

## وصلات خارجية
- The US50 - Cities and Towns in Oklahoma State